# Jardín de San Carlos (La Coruña)

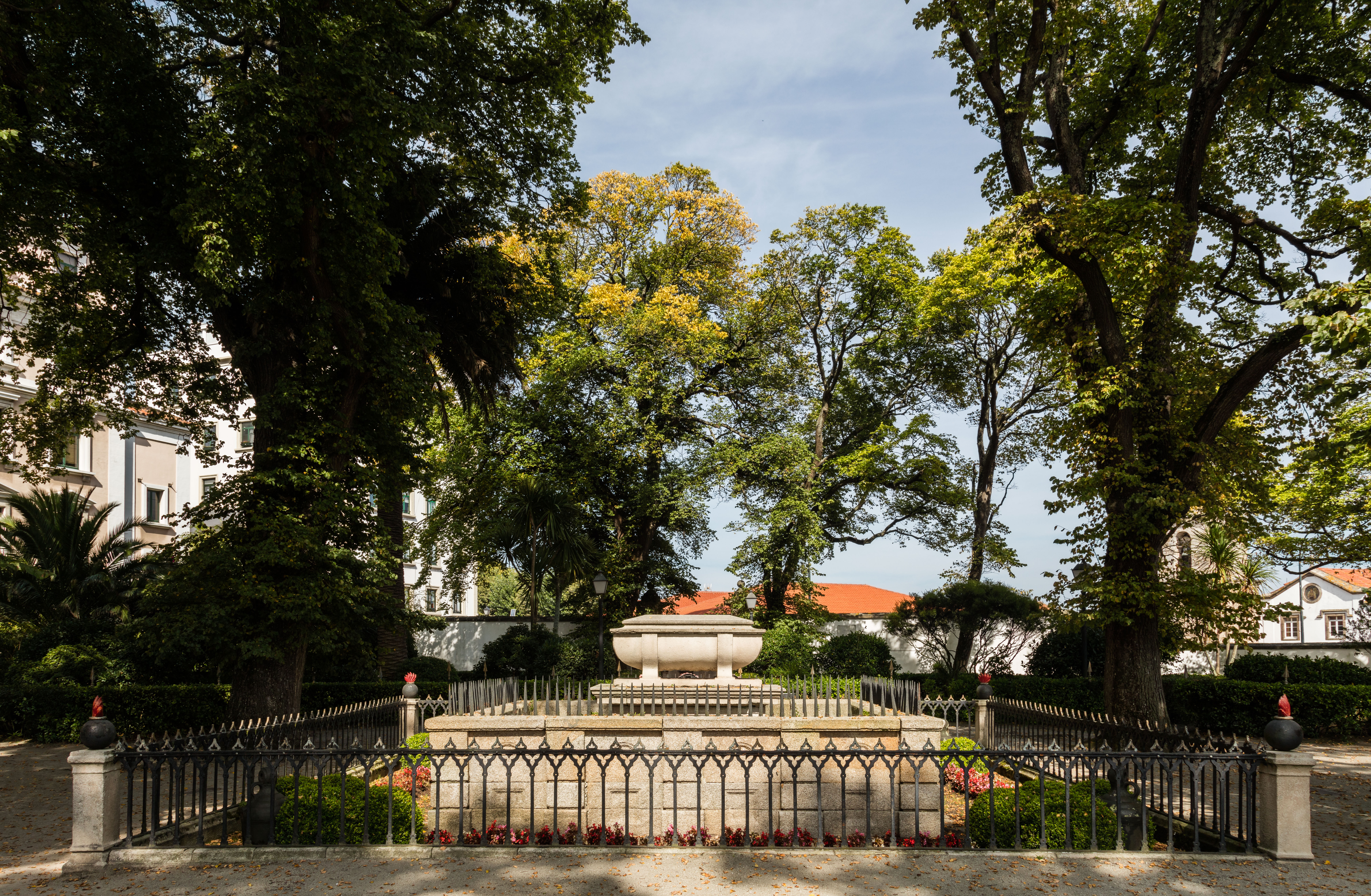
Tumba de Sir John Moore en el Jardín de San Carlos.

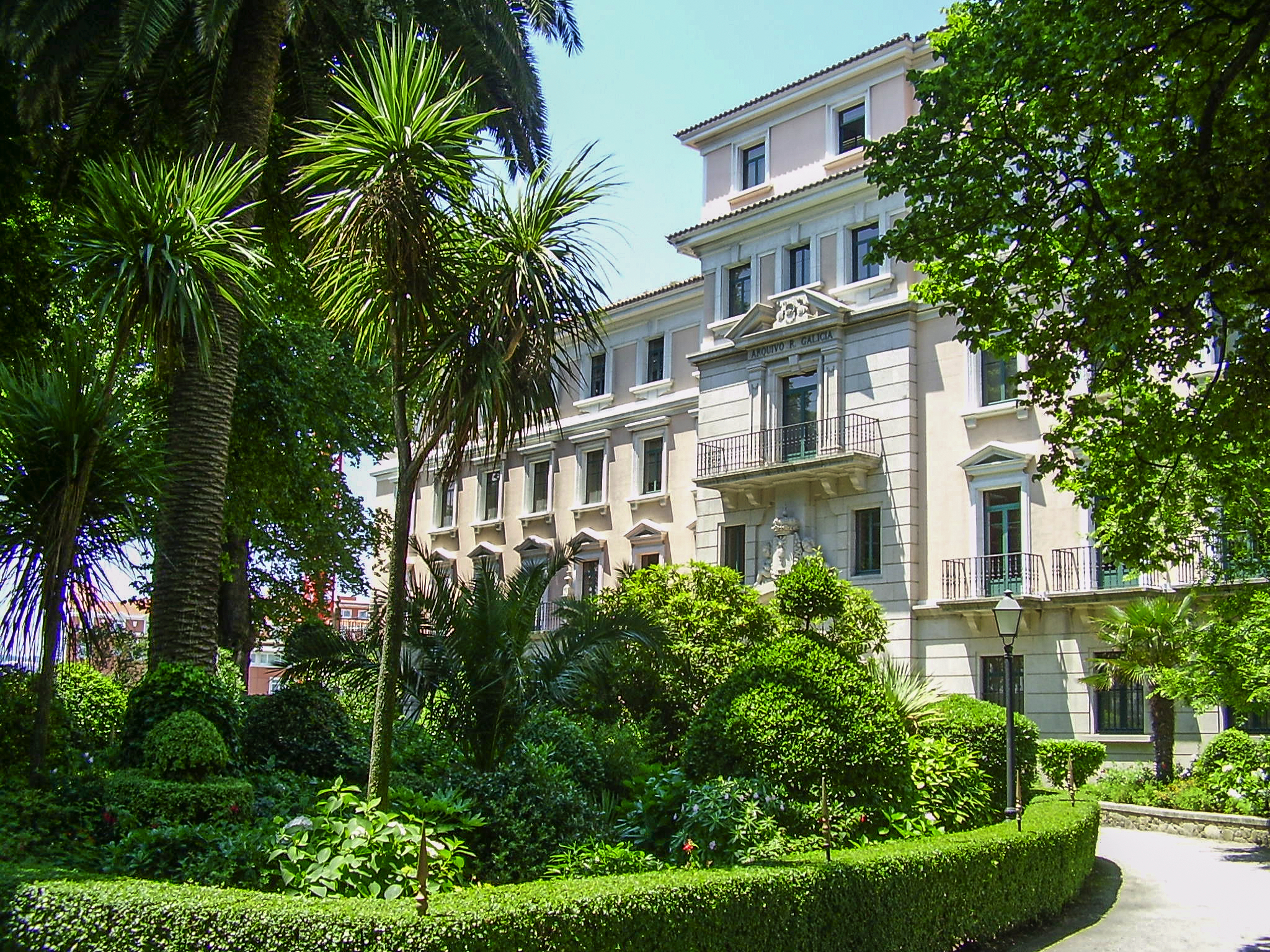
Archivo del Reino de Galicia.

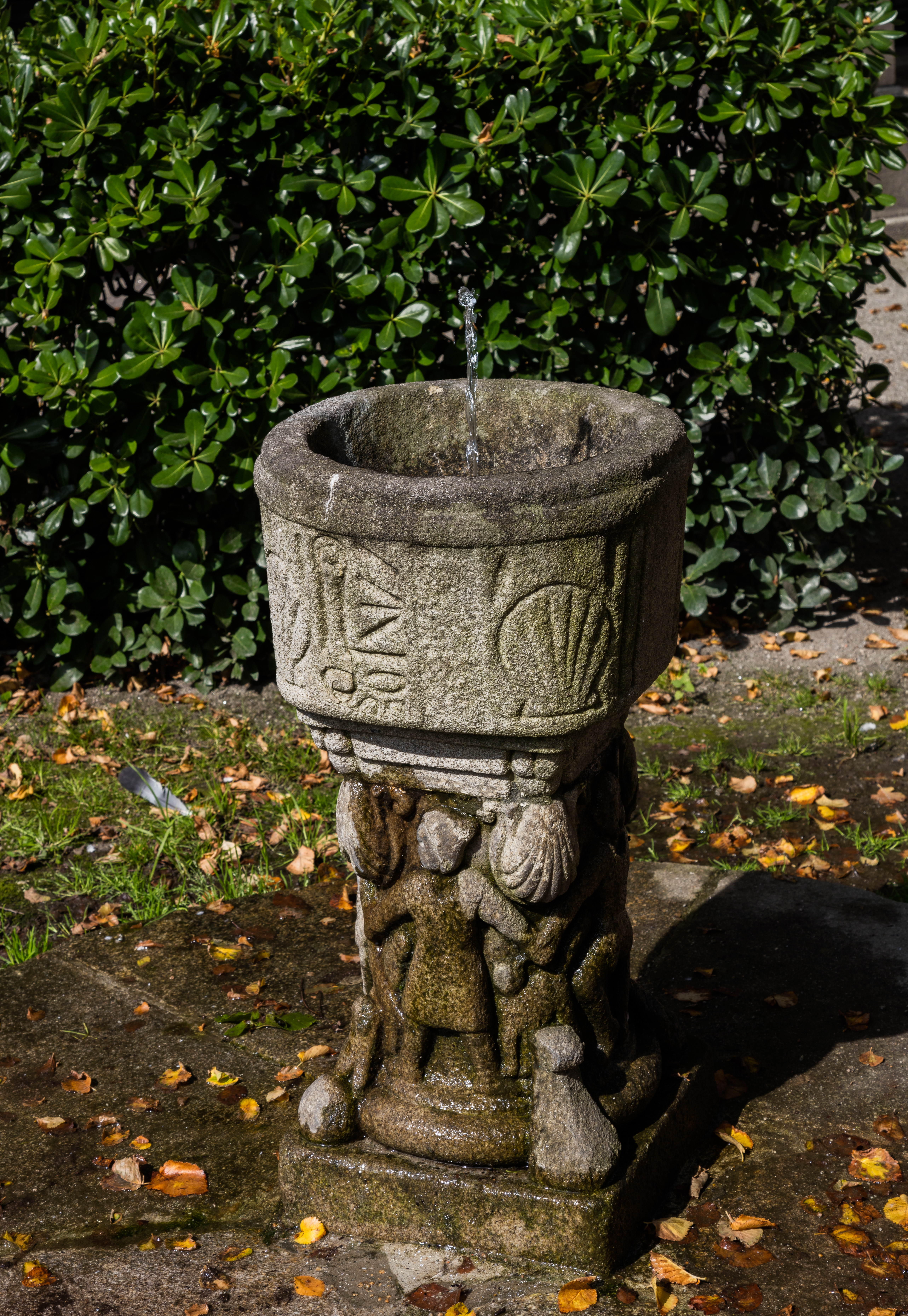
Fuente en el jardín de San Carlos.

El jardín de San Carlos fue construido como castillo defensivo fuera de las murallas en el siglo XIV y quedaría unido a la ciudad en el XVI. Poco a poco fue perdiendo importancia como baluarte o "Fortaleza vieja" y, tras estallar el polvorín que contenía, fue abandonado hasta que ya en el siglo XVIII fue recuperado como jardín por Carlos F. de Croix. 
El aspecto actual del jardín de San Carlos se debe al gobernador Francisco de Mazarredo en 1834 y presenta una característica de jardín romántico. Ha sido declarado Conjunto Histórico-Artístico junto con las murallas.
Su valor radica en su privilegiada situación desde la que se observa, gracias a su mirador, todo el puerto de La Coruña, en su vegetación, y en la tumba, un sepulcro planteado como monumento funerario, del general escocés Sir John Moore, muerto en la batalla de Elviña en 1809 luchando mientras defendía el embarco del ejército inglés frente a las tropas napoleónicas francesas del general Soult. 
Numerosas especies de árboles tanto autóctonos como exóticos están presentes en el jardín, del que destacan dos gigantescos olmos centenarios.
También hay placas homenaje a los 172 oficiales y hombres de la Armada Real Inglesa que murieron en el naufragio del buque "Serpent" cerca de Cabo Vilán el 10 de noviembre de 1890.
El general inglés Lord Wellington dirigió una proclama al ejército en el Cuartel General de Lesaca el 4 de septiembre de 1813 tras la Batalla de San Marcial del 31 de agosto de ese mismo año, recordada en San Carlos, en la que elogiaba al ejército que él mismo mandaba: «Españoles: dedicaos a imitar a los inimitables gallegos», decía Wellington.
El Ayuntamiento, a propuesta del entonces alcalde Manuel Casas, acordó colocar el 14 de julio de 1927 dos lápidas que recogen sendos fragmentos de poemas dedicados a Sir John Moore. El primero, en inglés, fue escrito por Charles Wolfe y titulado "The Burial of Sir John Moore after Corunna", mientras que el segundo fue escrito por Rosalía de Castro en gallego y titulado "Na tomba do xeneral inglés Sir John Moore ".

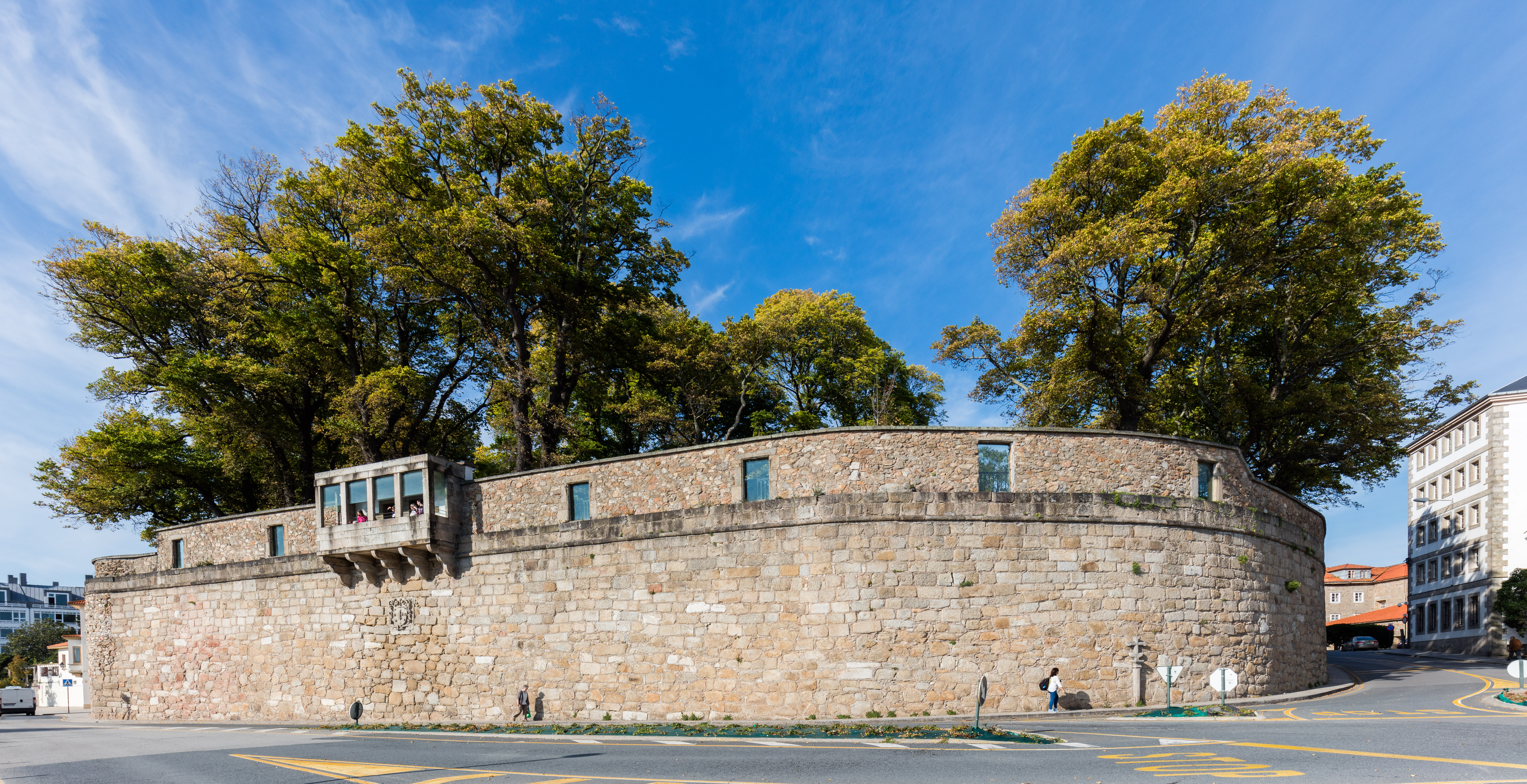
Muralla del Jardín de San Carlos.

El edificio adosado a los jardines es la sede del Archivo del Reino de Galicia, el archivo histórico más importante  de la comunidad de Galicia. Es un centro de titularidad estatal gestionado desde 1989 por la Junta de Galicia